# 宮司愛海
宮司 愛海（みやじ まなみ、1991年（平成3年）7月29日 - ）は、フジテレビのアナウンサー。

## 経歴
福岡市早良区出身。福岡市立田隈中学校、西南学院高等学校、早稲田大学文化構想学部（表象・メディア論系）を卒業。
大学在学中は、「MISS CIRCLE CONTEST2010」でグランプリを受賞。また、早稲田大学放送研究会やファッション系の出版サークルに所属していた。その一方で、2013年1月から7月までの半年間にわたって休学。休学期間中に、シンガポールの日系大手広告代理店やローカル企業でインターンシップを経験した。復学と卒業を経て、2015年4月1日付で、アナウンサーとしてフジテレビに入社。同期入社のアナウンサーは内野泰輔（2022年7月1日付でスポーツ局に異動）、小澤陽子、新美有加。 偶然にも、小澤とは生年月日が同じである。
入社当初は『めざましテレビ』・『めざましテレビアクア』のキャスターなどを担当していたが、『S-PARK』の放送開始（2018年4月）を機にメーンキャスターへ起用されてからは、スポーツ関連の取材へ本格的に従事。2020東京オリンピックおよび、2022年の北京冬季オリンピックでは、フジテレビ系列が担当する競技中継・ハイライト番組のキャスターを任された。その一方で、2020年1月29日には、『S-PARK特別編集 宮司愛海フォトブック まっすぐ』というフォトブックが講談社から発売されている。
2022年の4月改編で、『S-PARK』から『FNN Live News days』月・火曜日のメーンキャスターへ異動。スポーツの担当から離脱する一方で、フジテレビの入社後初めて、報道番組を本格的に担当している。同年の10月改編からは、『Live News イット!』平日版のメーンキャスターを、入社時の先輩に当たる加藤綾子（フリーアナウンサー）から引き継いだ。
Spotifyとフジテレビとのパートナーシップ構築第1弾として、2023年11月2日から、podcast番組「宮司愛海のすみません、今まで黙ってたんですけど…」を開始。
2024年10月14日、実業家でバイオリニストの常田俊太郎と結婚していたことが判明、翌日放送の『Live News イット!』にて報告した。

## 人物

### 家族
- 3人兄弟姉妹の長女で、弟と妹が要るものを購入したり、食事も簡素なもので済ますなど節約していたという[20]。
- 母親は2021年5月にがんで他界し、新型コロナウイルスが蔓延する状況下で東京五輪キャスターを務める直前での体験を、母親の58回目の誕生日にあたる2021年10月14日に併せて公表している[21]。

### 趣味・特技
- カラオケが好きで、十八番はテレビアニメ『涼宮ハルヒの憂鬱』の挿入歌「God knows...」ということで、高校生時代にもバンドを組んでこれを歌っていたことがあったという[22]。その高校生時代には全日本アニソングランプリに「乙女のポリシー」（『美少女戦士セーラームーンR』エンディングテーマ）でエントリーし出場したことがあった[23]。
- 落語好きで、早朝勤務明けや休日などには鈴本演芸場などの寄席に足を運ぶ[24]。特に古典落語を好み、お薦めの演目は『明烏』[25][24]。贔屓の落語家は古今亭菊丸。大学生の時に浅草演芸ホールで観た菊丸の一席に魅了されたことがきっかけであった[24]。
- 得意な料理は卵料理[25]。

### 免許・資格
- 日本漢字能力検定2級[26]、日本語検定3級の資格を所持[25]。

### 特徴
- 近視のためコンタクトレンズを使用している。

### エピソード
- 小学生の頃に母親が発した「アナウンサーって素敵よね」という一言が、アナウンサーを目指すきっかけになった[20]。
- 小学生の時から学級委員や児童会の役員に選ばれることが多く、中学校では学級委員を務め、高校では生徒会役員を務めた[27]。
- 中学時代は吹奏楽部に所属し、2年生から部長も務めた[28]。

## 出演番組
レギュラー出演番組・キャスター名（地上波）
| 2015.9.28                                                                                        | 2016.3.30 | めざましテレビアクア お天気キャスター                                 | めざましテレビアクア お天気キャスター                                 | （なし）                                                              | （なし）                            | （なし）                | （なし） |
| 2016.4.4                                                                                         | 2016.9.29 | めざましテレビアクア スポーツキャスターめざましテレビ 情報キャスター1 | めざましテレビアクア スポーツキャスターめざましテレビ 情報キャスター1 | めざましテレビアクア スポーツキャスターめざましテレビ 情報キャスター1 | （なし）                            | （なし）                |          |
| 2016.10.3                                                                                        | 2018.3.30 | めざましテレビ 情報キャスター                                         | めざましテレビ 情報キャスター                                         | めざましテレビ 情報キャスター                                         | めざましテレビ 情報キャスター       | （なし）                |          |
| 2018.4.1                                                                                         | 2018.10.7 | （なし）                                                              | （なし）                                                              | （なし）                                                              | めざましテレビ エンタメキャスター   | S-PARK メーンキャスター |          |
| 2018.10.13                                                                                       | 2022.3.27 | （なし）                                                              | （なし）                                                              | （なし）                                                              | （なし）                            | S-PARK メーンキャスター |          |
| 2022.4.4                                                                                         | 2022.9.27 | FNN Live News days キャスター                                         | （なし）                                                              | （なし）                                                              | （なし）                            | （なし）                |          |
| 2022.10.3                                                                                        | 2024.3.29 | Live News イット! メーンキャスター2                                   | Live News イット! メーンキャスター2                                   | Live News イット! メーンキャスター2                                   | Live News イット! メーンキャスター2 | （なし）                |          |
| 2024.4.1                                                                                         | 現在      | Live News イット! メーンキャスター                                    | Live News イット! メーンキャスター                                    | Live News イット! メーンキャスター                                    | （なし）                            | （なし）                |          |
| 備考 - 1加藤綾子の卒業・退社に伴い、永島優美が加藤の後任を担当するための後任。 - 2加藤綾子の後任 |           |                                                                       |                                                                       |                                                                       |                                     |                         |          |

### その他

#### テレビ
- タイプライターズ〜物書きの世界〜（2022年5月21日 - ） - アシスタント進行
- 志村けんのだいじょうぶだぁスペシャル - ナレーション
- 中居正広のプロ野球珍プレー好プレー大賞（2015年 - 2019年、2021年） - 進行アシスタント
- ネプリーグ（2016年1月25日・3月21日・5月2日・11月14日） - ゲスト出演
- GO!GO!チャギントン（2016年2月7日 - 2017年2月26日） - チャギントンナビゲーター [29]
- FNS27時間テレビフェスティバル!（2016年7月23日・24日） - 佐野瑞樹・永島優美と共に進行
- 珍発見! ギャップオファーGP（2016年10月3日） - 進行アシスタント
- VS嵐（2016年11月17日） - 三宅正治・生田竜聖・永島優美・岡副麻希・伊野尾慧と共にゲスト出演
- チャンネルΣ「FNS歌謡祭SP!![30]」（2016年11月26日） - スタジオ部分進行
- スポーツジャングル（2016年4月11日 - 2017年3月14日） - 進行!
- とんねるずのみなさんのおかげでした（不定期出演） - 進行アシスタント
- さまぁ〜ずの神ギ問（2015年10月16日 - 2018年9月29日） - 進行[31]
- 民放同時放送 一緒にやろう2020 大発表スペシャル（2020年1月24日）
- 新春!爆笑ヒットパレード（2017年[32]、2020年[33]、2021年[34]）
- FNNニュース（年末年始版：2021年12月30日、日曜版：2022年1月16日）
- スポーツ中継（柔道・バレーボール・フィギュアスケート）
- 潜在能力テスト
  - （2017年4月25日 - 2022年10月18日） - 進行役
  - （2023年2月14日） - 進行役[35]
- THE SECOND 〜漫才トーナメント〜（2023年 - ） - 東野幸治と共に司会
- Live News イット！遠藤玲子休暇.欠席時代役(2025年3月7日.7月4日.8月8日)

#### テレビドラマ
- 木曜劇場 推しの王子様 第1話（2021年7月15日、フジテレビ系） - インタビュアー 役[36]
- 火9 オクラ 迷宮入り事件捜査 第4話（2024年10月29日、フジテレビ系）

#### ラジオ
- 宮司愛海のすみません、今まで黙ってたんですけど…（2023年11月2日 - 、Spotify） - podcastレギュラー[17]

#### テレビアニメ
- レイトン ミステリー探偵社 ～カトリーのナゾトキファイル～（2018年5月13日、フジテレビ） - ゲスト・ウーラ・ブレイムス 役

#### ミュージックビデオ出演
- YOASOBI『セブンティーン』（2023年3月27日公開） - アナウンサー役[37]

## 著書
- 『S-PARK特別編集 宮司愛海フォトブック まっすぐ』（2020年1月29日、講談社）ISBN 978-4065178119[13]

## その他
- AGESTOCK 2012 -Summer Festival-（2012年8月10日、ニコファーレ） - サポートMC[2]
- 一日警察署長 戸部警察署（2016年7月27日）[38][39]